# Klaus Neukrantz
Klaus Neukrantz, eigentlich Fritz Neukrantz (* 27. Mai 1897 in Berlin als Friedrich Wilhelm Erich Neukrantz; † nach 1941) war ein deutscher Schriftsteller und Journalist.

## Leben
Neukrantz war ein Sohn des Kaufmanns Albert Neukrantz (1847–1919) und seiner Ehefrau Marie geb. Voß (1865–1930). Er hatte mehrere ältere Brüder, darunter der Architekt Walter Neukrantz (1890–1963), der Bildhauer Ulrich Neukrantz (1893–1923) und der Kaufmann Hans Neukrantz (1895–1934).
Er wuchs in einem gutbürgerlichen Elternhaus auf und schloss sich der Jugendbewegung an. 1914 meldete er sich als Kriegsfreiwilliger. Es folgten viereinhalb Jahre Schützengraben. In Königsberg lernte er 1919 am Tage seiner Entlassung aus dem Militär Hugo Haase kennen, der ihm die Werte der Arbeiterbewegung nahebrachte. Zurück in Berlin führte dies zum Bruch mit seiner Familie. Er war als oppositionelles Betriebsratsmitglied im Bezirksamt Kreuzberg politisch aktiv. In die KPD trat er 1923 ein und schrieb ab 1924 für Welt am Abend, Die Rote Fahne, Arbeiter-Sender und Die Linkskurve. Die Linkskurve war die Zeitschrift des Bundes proletarisch-revolutionärer Schriftsteller, dessen Mitglied er von 1928 bis 1935 war.
Er gilt als Pionier des Nutzung des Rundfunks als Instrument der politischen Bildung. In der Zeitschrift des Arbeiter-Radio-Klubs forderte er 1926 eine „wahrhaft demokratische Handhabung des Rundfunks ...“ ein, damit „die bedeutendsten gegenwärtigen Weltanschauungen und Richtungen unter Wahrung einer selbstverständlichen Sachlichkeit im Rundfunk das moderne Katheder unserer Zeit finden können“.
Sein bekanntestes Werk ist Barrikaden am Wedding (1931). Hier schildert er reportagehaft mit Dokumenten die Ereignisse des Blutmai 1929 in Berlin. Das Buch wurde sofort nach seinem Erscheinen verboten. 
Nach der Machtübernahme durch die Nationalsozialisten wurde Neukrantz verhaftet und misshandelt und später in eine psychiatrische Anstalt verbracht. Dort verlieren sich seine Spuren. Sein Todesdatum ist unbekannt.

## Rezeption
In Peter Weiss’ Hauptwerk Die Ästhetik des Widerstands wird Neukrantz’ Buch Barrikaden am Wedding ausführlich gewürdigt. Der Ich-Erzähler stellt es Franz Kafkas Roman Das Schloss gegenüber und reflektiert ausgiebig über den potenziellen Wert beider Werke für die Arbeiterbewegung.

## Werke
- Die öffentliche Meinung (Ein Einakter). Berlin 1927
- Barrikaden am Wedding. Der Roman einer Strasse aus den Berliner Maitagen 1929. Internationaler Arbeiterverlag, Berlin 1931 (=„Der Rote Eine-Mark-Roman“ Band 2) Digitalisat, Barrikaden am Wedding online, als E-Book zum Download bei Zulu Ebooks; als Buch bei Manifest, Berlin 2018, ISBN 978-3-96156-069-1.

- Für Deine zwei Mark? Aufklärung über das heutige Rundfunkprogramm. Berlin 1932